# Bóng quần tại Đại hội Thể thao châu Á 2018
Bóng quần tại Đại hội Thể thao châu Á 2018 sẽ được tổ chức tại Hội trường D Gelora Bung Karno, Jakarta, Indonesia từ ngày 23 tháng 8 đến ngày 1 tháng 9 năm 2018.

## Danh sách huy chương
| Nội dung     | Vàng | Bạc | Đồng |
| ------------ | ---- | --- | ---- |
| Đơn nam      |      |     |      |
|              |      |     |      |
| Đồng đội nam |      |     |      |
|              |      |     |      |
| Đơn nữ       |      |     |      |
|              |      |     |      |
| Đồng đội nữ  |      |     |      |
|              |      |     |      |